# Podział administracyjny Estonii
Estonia podzielona jest na 15 prowincji (est. maakond; 'powiat'). Prowincje z kolei dzielą się w sumie na 79 gmin dwóch rodzajów: 15 miejskich (linn) i 64 wiejskie (vald).
Przed reformą administracyjną z 2017 roku prowincje dzieliły się na 213 gmin dwóch rodzajów: 33 miejskie (linn) i 194 wiejskie (vald).

## Prowincje Estonii[2]
| Lp | Prowincja         | Stolica    | Powierzchnia (2017) | Ludność (2018) |  |
| 1  | Hiuma             | Kärdla     | 1023 km²            | 8 638          |  |
| 2  | Sarema            | Kuressaare | 2938 km²            | 33 231         |  |
| 3  | Läänemaa          | Haapsalu   | 1816 km²            | 20 646         |  |
| 4  | Raplamaa          | Rapla      | 2765 km²            | 33 299         |  |
| 5  | Parnawa           | Parnawa    | 5419 km²            | 85 756         |  |
| 6  | Harjumaa          | Tallinn    | 4327 km²            | 589 610        |  |
| 7  | Virumaa Zachodnia | Rakvere    | 3696 km²            | 59 791         |  |
| 8  | Virumaa Wschodnia | Jõhvi      | 2972 km²            | 138 266        |  |
| 9  | Järvamaa          | Paide      | 2674 km²            | 30 661         |  |
| 10 | Jõgevamaa         | Jõgeva     | 2545 km²            | 29 119         |  |
| 11 | Viljandimaa       | Viljandi   | 3420 km²            | 46 782         |  |
| 12 | Tartu             | Tartu      | 3349 km²            | 151 122        |  |
| 13 | Põlvamaa          | Põlva      | 1823 km²            | 25 290         |  |
| 14 | Võrumaa           | Võru       | 2773 km²            | 36 133         |  |
| 15 | Valgamaa          | Valga      | 1917 km²            | 28 669         |  |

## Typy osiedli
W roku 2004 Rząd Estonii wprowadził kryteria grupujące wszystkie osiedla w kraju w następujące kategorie (wersja z 01 stycznia 2018):
- wieś (est. küla) – osiedle o rozproszonej zabudowie lub osiedle z gęstą zabudową do 300 mieszkańców
- alevik – powyżej 300 mieszkańców w osiedlu o gęstej zabudowie
- alev – powyżej 1000 stałych mieszkańców w osiedlu o gęstej zabudowie
- vallasisene linn (z est. miasto bez gminy) – osiedle powyżej 1000 stałych mieszkańców o gęstej zabudowie, nieposiadające statusu gminy miejskiej
- miasto (est. linn) – powyżej 1000 stałych mieszkańców w osiedlu o gęstej zabudowie